# Franco Patria
Franco Patria, né le 24 février 1943 à Turin et décédé le 11 octobre 1964 sur l'autodrome de Linas-Montlhéry, durant les 1 000 kilomètres de Paris sur Abarth Simca 1300 Bialbero (à 21 ans), est un ancien pilote italien de rallyes et de circuits.

## Biographie
Il entame sa courte carrière dans l'écurie privée Grifone en 1962, aux côtés de Leo Cella et de Luigi Taramazzo. Huit courses plus tard, il signe un contrat avec Lancia Corse au début de l'année 1963, désormais comme pilote d'usine ; il accomplit 18 courses pour la marque. 
1964 le voit débuter en courses de côte, ainsi qu'en Formule 3, et continuer en Championnat du monde des voitures de sport.
L'accident fatal de 1964 entraîne également la mort du pilote allemand Peter Lindner et de trois commissaires de piste : René Dumoulin, Roger Millot et Jean Pairard. 

## Palmarès

### Titre
- Champion d'Italie des rallyes en classe Tourisme (1.6L.) en 1963, sur Lancia Flavia.

### Victoires et résultats probants
- Vainqueur du Rallye Sanremo (rallye dei Fiori - rallye des Fleurs) en 1963, à 20 ans (copilote Orengo, sur Lancia Flavia) ;
- 1er en classe GT 2500 cm3 de la Targa Florio en 1963, avec Leo Cella ;
- 19 victoires de classe au total sur trois saisons, de 1.150 cm3 à 2500 cm3 (dont 7 en 1.6L. pour la seule année 1963) ;
- Stallavena-Boscochiesanuova GT en 1964 ;
- Trieste-Opicina en 1964 ;
- Coupe de Paris en 1964 ;
- 3 Heures de Monza en 1964 (ch. mondial des voitures de sport) ; 
  - 2e de la Coupe de la Cîté d'Enna en 1964 ;
  - 20e du rallye Monte-Carlo en 1964 (et 2e italien au général).